# Ganne Am
Ganne Am (hebr.: גני עם) – moszaw położony w samorządzie regionu Derom ha-Szaron, w Dystrykcie Centralnym, w Izraelu.

## Historia
Moszaw został założony w 1932 przez imigrantów z Niemiec.

## Gospodarka
Gospodarka moszawu opiera się na intensywnym rolnictwie.